# Константинов, Фёдор Васильевич
Фёдор Васи́льевич Константи́нов (8 [21] февраля 1901 — 8 декабря 1991) — советский учёный-философ

. Доктор философских наук, профессор (1935), академик АН СССР (26.06.1964, член-корреспондент с 23.10.1953), избирался членом Президиума АН СССР.

## Биография
Родился 8 (21) февраля 1901 года в селе Новосёлки Арзамасского уезда Нижегородской губернии (ныне Арзамасского района Нижегородской области) в семье крестьянина.
Участник Октябрьской революции и гражданской войны, становления Советской власти в Сибири.
Окончил философское отделение Института красной профессуры (1932).
- В 1932—1933 годах старший научный сотрудник ИМЭЛ.
- В 1933—1935 годах учёный секретарь Института философии Коммунистической академии (в 1936 году на базе Института философии Комакадемии будет создан Институт философии Академии наук СССР).
- В 1935—1941 годах главный редактор журнала «Книга и пролетарская революция» (ежемесячный критико-библиографический журнал, выходивший в Москве в 1932-40 гг.) и зав. отделом редакции газеты «Правда».
- В 1941—1942 гг. лектор управления пропаганды и агитации ЦК ВКП(б).
- с августа 1942 гг. по 1945 г. в РККА. Вступил добровольно в Глав ПУРКК. Начальник трофейного отделения 84-го стрелкового корпуса. 4 Уд. А Ленинградского фронта. Подполковник. Награждён Двумя орденами «Красная звезда».
- В 1945—51 годах работал в Институте философии АН СССР: старший научный сотрудник, зав. сектором, зам. директора, был секретарём парткома до 1949 года.
- В 1952—54 годах главный редактор журнала «Вопросы философии».
- В 1953-54 годах профессор, зав. кафедрой диалектического и исторического материализма философского факультета МГУ.
- В 1954—55 годах ректор Академии общественных наук при ЦК КПСС.
- С 1955 года заведующий Отделом пропаганды и агитации ЦК КПСС, с его разделением в 1956 году — заведующий Отделом агитации и пропаганды ЦК КПСС по союзным республикам, по 1958 год, сменил его на этом посту Леонид Ильичёв.
- В 1958—62 годах главный редактор журнала «Коммунист».
- В 1962—67 годах директор Института философии АН СССР. Затем старший (1975—1986) и ведущий (1986—1989) научный сотрудник Института философии АН СССР.
- В 1967—75 годах академик-секретарь Отделения философии и права АН СССР.
- В 1968—1987 гг. заместитель председателя правления Всесоюзного общества «Знание».
- Основатель и с 1971 года президент Философского общества СССР.
- Председатель экспертной комиссии по присуждению премии имени Г. В. Плеханова (1969—1976).

Могила Константинова на Троекуровском кладбище Москвы.

Возглавлял Ассоциацию содействия ООН в СССР.
В числе инициаторов создания журнала братских коммунистических и рабочих партий «Проблемы мира и социализма». Один из авторов научной биографии Владимира Ленина.
Главный редактор пятитомной «Философской энциклопедии» (1960—70).
Один из авторов и руководитель авторского коллектива книг: Исторический материализм (1954); учебник для вузов «Основы марксистской философии»; Основы марксистско-ленинской философии (1971), трёхтомная коллективная монография «Борьба идей в современном мире».
Член редколлегии журнала «Вопросы философии».
Член РКП(б) — КПСС с 1918 года, кандидат в члены ЦК КПСС (25.2.1956 — 17.10.1961).
Ведущий научный сотрудник Института социологии РАН В. В. Колбановский характеризует Ф. В. Константинова так:

Это был достаточно живой, демократичный и по-своему одарённый человек. Но одновременно он был весьма ретивый «охранитель устоев». Он активно и зло атаковал и обвинял Ю. А. Леваду. На статье Левады «фашизм» в «Философскую энциклопедию» он начертал резолюцию: «Это он о них или о нас?!» Столь же подозрительно он относился к В. Ж. Келле: «с нами, а не наш» (слова Ленина о Троцком).— Колбановский В. В. «В настоящее время в социологии “расцветают сто цветов“…»
Как сталиниста его характеризовал Алексей Федорович Лосев.
Умер 8 декабря 1991 года в Москве на 91-м году жизни. Похоронен на Троекуровском кладбище.

## Основные работы
Книги
- Значение личных способностей и труда при социализме (M., 1938);
- Роль идей в общественном развитии (M., 1940);
- Что такое марксистско-ленинская философия (M., 1941);
- Материалистическое и идеалистическое понимание истории (M., 1946);
- Исторический материализм как наука (M., 1949);
- Формы общественного сознания (M., 1951);
- Роль передовых идей в развитии общества (М., 1953);
- «Исторический материализм» (1954; редактор);
- «Основы марксистской философии» (1962; 6-е изд., 1982; редактор);
- В. И. Ленин. Биография (1963; 7-е изд. 1982, в соавт.);
- «Диалектика современного общественного развития» (1966, совм. с Ц. А. Степаняном и А. С. Фришем);
- Социологические проблемы международных отношений (М., 1970, редактор);
- Борьба идей в современном мире (тт. 1—3, 1975—1978; редактор);
- Материалистическая диалектика (тт. 1—5, 1981—1985; совм. с В. Г. Мараховым);
- Марксистско-ленинская философия и современность (M., 1982).

Статьи
- За большевизацию работы на философском фронте // За поворот на философском фронте. Вып.1. М.— Л., 1931 (в соавт. с В. П. Егоршиным и М. Б. Митиным);
- Ленинское учение о социалистических формах труда и политотделы // Под знаменем марксизма. 1933, № 6;
- О массовой книге по философии марксизма // Под знаменем марксизма. 1935. № 1 (в соавт. с П. Ф. Юдиным);
- Ещё раз о политике и философии // Под знаменем марксизма. 1936. № 10;
- Социалистическое общество и исторический материализм // Под знаменем марксизма. 1936, № 12;
- Ленин и Гегель // Книга и пролетарская революция. 1937. № 10;
- Сила революционной теории (К пятнадцатилетию статьи Ленина «О нашей революции») // Книга и пролетарская революция, 1938, № 1;
- Бессмертное произведение ленинизма (К 30-летию книги В. И. Ленина «Материализм и эмпириокритицизм») // Книга и пролетарская революция. 1938. № 8-9;
- «Анти-Дюринг» Ф. Энгельса // Исторический журнал. 1940, № 9;
- О движущих силах развития социалистического общества // Вопросы марксистско-ленинской философии. М., 1950 (отд. изд. 1951);
- О стихийности и сознательности в рабочем движении. По ранним работам И. В. Сталина // Философские записки. 1950. Т. IV;
- Предисловие к кн.: Гароди Р. Грамматика свободы. М., 1952;
- Основные черты социалистической идеологии // Вопросы философии. 1952. № 2;
- Роль социалистической идеологии в развитии социалистического общества // Коммунист. 1953, № 13;
- Современная буржуазная социология и историография о роли народных масс и личности в истории // Роль народных масс и личности в истории, М., 1957 (в соавт.);
- Против современного ревизионизма // Против современного ревизионизма, [Л. ], 1958;
- Политические теории и политическая практика (К итогам IV Междунар. конгресса Ассоциации политич. наук) // Коммунист, 1958, № 16;
- Новый период в строительстве коммунизма // Коммунист, 1959, № 1;
- Советская интеллигенция // Коммунист, 1959, № 15;
- Ленин и современность // Коммунист, 1960, № 5;
- Диалектика и современность // Коммунист, 1960, № 10 (в соавт.);
- Великий мыслитель и учитель всемирного рабочего класса (К 140-летию со дня рождения Ф. Энгельса) // Коммунист. 1960. № 17;
- К изучению основ марксистско-ленинской философии // Вопросы философии. 1960, № 2 (в соавт.);
- «Основы марксистской философии». К выходу второго издания /// Политическое самообразование. 1962, № 4;
- В поисках социологической теории // Коммунист. 1963. № 2 (в соавт.);
- The individual and society // Philosophy, science and man. The Soviet delegation reports for the XIII world Congress of philosophy, Moscow, 1963;
- Социология и политика // Марксистская и буржуазная социология сегодня, М., 1964;
- Марксизм и наше время // Марксистская и буржуазная социология сегодня, М., 1964;
- Научный метод — исходный принцип познания объективного мира // Методологические проблемы науки, М., 1964.
- Философия нашей эпохи // Коммунист. 1964. № 6.
- Развитие философской мысли в СССР // Развитие революционной теории коммунистической партией Советского Союза. М., 1967.

## Награды
- три ордена Ленина (20.02.1961; 17.09.1975; 20.02.1981[7])
- орден Октябрьской Революции (19.02.1971[8])
- орден Трудового Красного Знамени (08.08.1967)
- орден Дружбы народов (20.02.1986)
- два ордена Красной Звезды (01.07.1944; 12.07.1945)
- орден «Знак Почёта» (27.03.1954)
- медали СССР
- орден «Кирилл и Мефодий» I степени (Болгария, 1971)
- медаль «50 лет Монгольской народной революции» (1972).
- Золотая медаль «За заслуги перед наукой и человечеством» (АН ЧССР, 1982).
- Почётный гражданин города Арзамаса[9].